# Marie-Victoire de Guastalla
Marie-Victoire de Gonzague de Guastalla (Guastalla, 9 septembre 1659 – Venise, 5 septembre 1707) est une princesse italienne.

## Biographie
Elle est une princesse de Guastalla, deuxième fille de Ferdinand III de Guastalla, duc de Guastalla. Elle s'est marié en 1679 à Vincent Ier de Guastalla.

## Descendance
Vincent et Marie-Victoire ont cinq enfants:
- Éléonore-Louise de Guastalla (1686 - 1742), mariée en 1709 à Francesco Maria de' Medici;
- Antoine-Ferdinand de Guastalla (1687 - 1729), duc de Guastalla, de 1714 à 1729, marié en premières noces avec Margherita Cesarini, puis à Théodora de Hesse-Darmstadt;
- Joseph-Marie de Guastalla (1690 - 1746), duc de Guastalla, à partir de 1729, il a épousé Éléonore de Schleswig-Holstein-Sonderbourg-Wiesenbourg;
- Marie-Isabelle de Guastalla (1680-1726);
- Antonia (1685-1687).